# Садат, Руя
Руя Садат (перс. رویا سادات‎; род. 1981, Герат, Афганистан) — афганский кинорежиссёр и кинопродюсер. Она стала первой женщиной-режиссёром в истории афганского кинематографа в пост-талибскую эпоху, отважившись снимать художественные и документальные фильмы на тему несправедливости и ограничений, налагаемых на женщин. Она сняла свой дебютный полнометражный фильм «Три точки» после падения режима талибов, за который была удостоена ряда наград. В 2003 году Руя Садат вместе со своей сестрой Алкой основали Дом кино Руя, под началом которого выпустили более 30 документальных и художественных фильмов.

## Биография
Руя Садат родилась в афганском городе Герат в 1983 году, во время Советско-афганской войны. Она изучала право и политологию в Университете города Герат и получила степень бакалавра искусств в 2005 году. В 2006 году Садат училась в Азиатской академии в Пусане на курсе кинорежиссуры. В годы её юности в Афганистане правили талибы, и женское образование было запрещено. Она и её пять сестер получали домашнее образование под руководством матери. Руя была самоучкой, получавшей знания, читая книги Сида Филда в персидских переводах. Её очень увлекло искусство производства фильмов, но, учитывая репрессивную атмосферу во время режима талибов, она писала сценарии для пьес и фильмов. В 1999 году, ещё во время правления талибов, она написала и поставила пьесу для театрального представления, организованного группой афганских женщин. После падения режима талибов Садат начала снимать фильмы, и её первой полнометражной картиной в качестве продюсера и режиссёра стали «Три точки», известные в Афганистане как «Многоточие». Она сняла этот фильм в цифровом видеоформате менее чем за две недели. Фильм, хотя и представлял собой качественный продукт, всё же давал западному зрителю представление о положении женщин в Афганистане. Главную роль в нём сыграла Гюль Афроз, не имевшая актёрского образования. Когда её муж и члены семьи хотели помешать Афроз сниматься в фильме, она пригрозила покончить с собой. «Три точки» получили восторженные отзывы по всему миру.
За документальную ленту Садат «Усама», предшествовавшую её первому полнометражному фильму, афганский кинорежиссёр и продюсер Сиддик Бармак выплатил ей 2000 долларо, а также нанял её писать сценарии для двух короткометражных фильмов и для работы на японском телевидении. Она участвовала в создании документального фильма «Три, два, один», рассказывающего о неграмотности среди афганских женщин и который был снят её сестрой Алкой. Он был запланирован к показу в 2007 году в афганском парламенте в рамках ожидаемого принятия законодательства по вопросу женского образования.
Художественный фильм «Игра на таре» был показан на 7-м Азиатском женском кинофестивале IAWRT в 2011 году, в нём рассказывается о невзгодах 17-летней девушки, вышедшей замуж за гораздо более старшего мужчину. Он также демонстрировался на кабульском Первом осеннем кинофестивале, посвящённому правам человека, и получил высокую оценку зрителей. В своих работах Садат обычно выступает в качестве сценариста, режиссёра, актрисы и во многих других сферах кинопроизводства, включая музыку.
В 2007 году Руя Садат также работала на афганском телевидении Tolo TV над популярной мыльной оперой «Секреты этого дома», состоявшей из 50 серий и описывающей повседневную жизнь Афганистана.